# Republica Moldova la Jocurile Olimpice de vară din 1996
Republica Moldova a participat la Jocurile Olimpice de vară din 1996 care au avut loc la Atlanta, Statele Unite, în perioada 19 iulie-4 august 1996. Delegația a cuprins 40 de sportivi.

## Medaliați
| Medalie | Nume                               | Sport       | Probă              |
| ------- | ---------------------------------- | ----------- | ------------------ |
| Argint  | Victor Reneischi Nicolae Juravschi | Caiac canoe | C2 500 m           |
| Bronz   | Serghei Mureico                    | Lupte       | greco-roman 130 kg |

## Atletism
- Valeriu Vlas – maraton - locul 77
- Vadim Zadoinov – 400 m garduri - preliminare
- Feodosii Ciumacenco – 20 km marș - locul 40
- Alexandru Jucov – săritură cu prăjina - locul 29
- Valentina Enachi – maraton - nu a terminat
- Olga Bolșova – săritură în înălțime - locul 11
- Ina Gliznuța – săritură în înălțime - locul 23

## Box
- Igor Samoilenco – 51 kg - locul 9
- Octavian Țîcu – 60 kg - locul 17

## Caiac canoe
- Andrei Plăcintă – C1 500 m - semifinale
- Vadim Salcuțan – C1 1000 m - semifinale
- Nicolae Juravschi – C2 500 m - locul  Argint, C2 1000 m - locul 5
- Victor Reneischi – C2 500 m - locul  Argint, C2 1000 m - locul 5

## Ciclism
- Veaceslav Oriol – cursa pe șosea - locul 73
- Igor Pugaci – cursa pe șosea - nu a terminat
- Ruslan Ivanov – cursa pe șosea - nu a terminat, urmărire individuală - locul 27
- Igor Bonciucov – cursa pe șosea - nu a terminat, urmărire individuală - locul 33
- Oleg Tonoritchi – cursa pe șosea - nu a terminat

## Haltere
- Vladimir Popov – 64 kg - locul 17
- Serghei Crețu – 70 kg - locul 16
- Vladimir Bîrsa – 76 kg - locul 13
- Vadim Vacarciuc – 83 kg - locul 5
- Mihai Vîhodeț – 99 kg - locul 17

## Judo
- Andrei Golban – 71 kg - locul 17
- Oleg Crețul – 78 kg - locul 13

## Lupte
- Igor Grabovețchi – greco-roman 100 kg - locul 6
- Serghei Mureico – greco-roman 130 kg - locul  Bronz
- Vitalie Răilean – liber 48 kg - locul 6
- Nazim Alidjanov – liber 57 kg - locul 14
- Victor Peicov – liber 74 kg - locul 7
- Lukman Jabrailov – liber 82 kg - locul 9

## Natație
- Maxim Cazmirciuc – 50 m liber - locul 43, 100 m liber - locul 55, 100 m fluture - locul 46
- Andrei Zaharov – 200 m liber - locul 41, 400 m liber - locul 31
- Artur Elizarov – 100 m spate - locul 43, 200 m spate - locul 33
- Vadim Tatarov – 100 m bras - locul 30, 200 m bras - locul 29
- Serghei Mariniuc – 200 m mixt - locul 13, 400 m mixt - locul 8

## Tir
- Ghenadie Lîsoconi - pistol foc rapid - locul 6
- Oleg Moldovan - țintă mobilă - locul 9

## Tir cu arcul
- Natalia Valeeva - locul 12
- Nadejda Palovandova - locul 38

## Legături externe
- Atlanta 1996 Arhivat în 20 ianuarie 2022, la Wayback Machine. la Comitetul Național Olimpic și Sportiv din Republica Moldova
- en  Republic of Moldova at the 1996 Summer Olympics la Olympedia.org
- en  Moldova at the 1996 Atlanta Summer Games la Sports Reference